# Альберт Бляйх
Альберт Бляйх (нім. Albert Blaich; 3 жовтня 1913 — 19 березня 1945) — офіцер танкових частин вермахту, оберлейтенант. Кавалер Лицарського хреста Залізного хреста.

## Нагороди
- Червоний хрест ордена військових заслуг (Іспанія) (4 травня 1939)
- Іспанський хрест в золоті з мечами (6 червня 1939)
- Залізний хрест 2-го класу (12 березня 1940)
- Танковий знак легіону «Кондор» в сріблі (17 червня 1940)
- Залізний хрест 1-го класу (22 квітня 1941) — як фельдфебель 6-го танкового полку.
- Лицарський хрест Залізного хреста (24 липня 1941) — як обер-фельдфебель і командир взводу 12-ї роти 6-го танкового полку 3-ї танкової дивізії 2-ї танкової армії групи армій «Центр».
- Нагрудний знак «За поранення» в сріблі (7 січня 1943) — за 3 поранення, яких зазнав 5 червня 1940, 6 вересня 1941 і 12 грудня 1942 року.
- Нагрудний знак «За танкову атаку» 2-го ступеня «25» (19 грудня 1944)
- Німецький хрест в золоті (8 березня 1945) — як лейтенант і командир роти 1-го батальйону 6-го танкового полку.